# 村上陨石坑

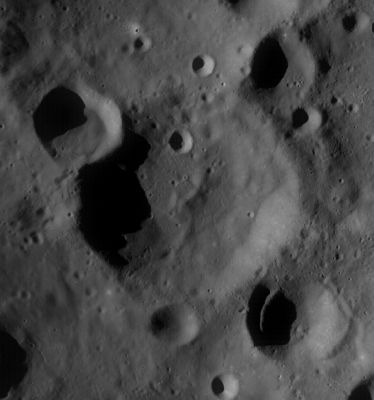
月球勘测轨道飞行器拍摄的图像

村上陨石坑（Murakami）是位于月球背面南半部的一座撞击坑，其名称取自日本物理学家暨天文学家村上春太郎（Harutaro Murakami，1872年-1947年），1991年被国际天文学联合会批准接受。

## 描述
该陨坑北面毗邻斯滕菲尔德环形山、东北靠近较小的达斯陨石坑，马略特环形山位于它的东南偏南、而西南偏南则坐落了巴林杰环形山。该陨坑中心月面坐标为23°23′S 140°58′W / 23.38°S 140.97°W，直径44.52公里，深度约2.27公里。
村上陨石坑部分坐落在更大的卫星坑“马略特 Z”之上，外观大体呈圆碗状，坑壁已部分磨损，沿南侧和东北侧坑沿各覆盖了一座小撞击坑。它的坑壁最大高出周边地形1070米，内部容积约1530.17立方千米。坑内地表崎岖不平，从西南偏西至东北偏东横亘了一道宽厚的山脊。该陨坑的西侧外壁连接了一处表面带有更高反照率的区域。
在1991年被国际天文学联合会更名前，该陨坑曾被称作卫星坑“马略特 Y”（所谓的“卫星坑标记法”：以所靠近的主坑名+字母来命名）。

## 另请参阅
- Andersson, L. E.; Whitaker, E. A. . NASA RP-1097. 1982.
- Blue, Jennifer. . USGS. July 25, 2007  [2007-08-05]. （原始内容存档于2018-12-25）.
- Bussey, B.; Spudis, P. . New York: Cambridge University Press. 2004. ISBN 978-0-521-81528-4.
- Cocks, Elijah E.; Cocks, Josiah C. . Tudor Publishers. 1995. ISBN 978-0-936389-27-1.
- McDowell, Jonathan. . Jonathan's Space Report. July 15, 2007  [2007-10-24]. （原始内容存档于2019-06-21）.
- Menzel, D. H.; Minnaert, M.; Levin, B.; Dollfus, A.; Bell, B. . Space Science Reviews. 1971, 12 (2): 136–186. Bibcode:1971SSRv...12..136M. doi:10.1007/BF00171763.
- Moore, Patrick. . Sterling Publishing Co. 2001. ISBN 978-0-304-35469-6.
- Price, Fred W. . Cambridge University Press. 1988. ISBN 978-0-521-33500-3.
- Rükl, Antonín. . Kalmbach Books. 1990. ISBN 978-0-913135-17-4.
- Webb, Rev. T. W.  6th revised. Dover. 1962. ISBN 978-0-486-20917-3.
- Whitaker, Ewen A. . Cambridge University Press. 1999. ISBN 978-0-521-62248-6.
- Wlasuk, Peter T. . Springer. 2000. ISBN 978-1-85233-193-1.